# Maxime Lombard

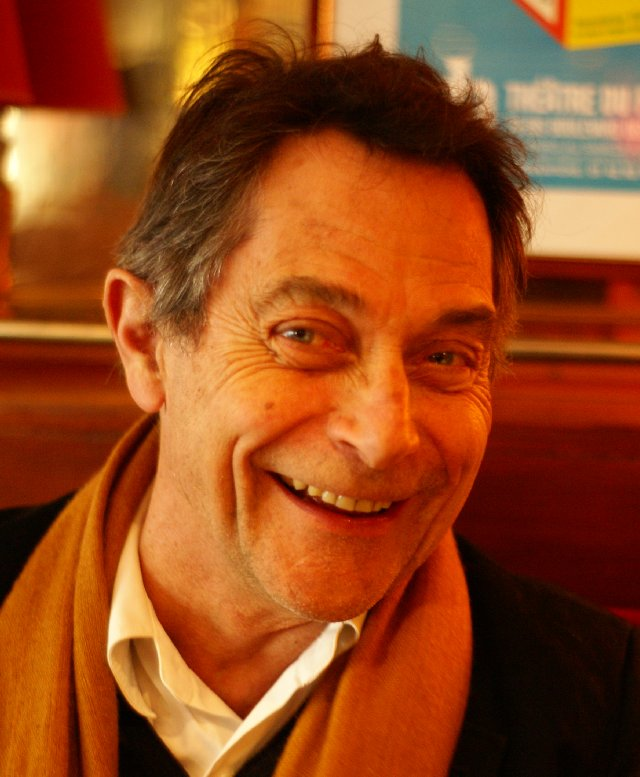
Maxime Lombard (2012)

Maxime Lombard (* 9. November 1946 in Digne-les-Bains, Frankreich) ist ein französischer Schauspieler.

## Leben
Maxime Lombard studierte in Aix-en-Provence Literatur und begann nach seinem Abschluss ab 1971 am Théâtre d'Essai d'Aix-en-Provence zu spielen. Später spielte er auch am Théâtre national de Strasbourg, Théâtre national de Chaillot und am Théâtre Mogador. Sein Leinwanddebüt gab er in dem 1974 erschienenen und von Ariane Mnouchkine inszenierten Historienfilm 1789 in einer kleinen Nebenrolle.

## Filmografie (Auswahl)
- 1974: 1789
- 1976: Der rote Steckbrief (L’Affiche rouge)
- 1988: Mit Musik ins Liebesglück (Envoyez les violons)
- 1990: Der Ruhm meines Vaters (La Gloire de mon père)
- 1990: Das Schloß meiner Mutter (Le Château de ma mère)
- 1991: Dem Leben sei Dank (Merci la vie)
- 1993: Fanfan & Alexandre (Fanfan)
- 2003: Liebe auf Französisch (7 ans de mariage)